# Futuro imperfecto (Star Trek: La nueva generación)
"Futuro imperfecto" es el octavo episodio de la cuarta temporada de la serie de televisión de ciencia ficción Star Trek: La nueva generación.
La trama se basa en la película de 1965 36 Horas.

## Resumen de la Trama
Fecha estelar 44286.5. La celebración del cumpleaños del comandante William Riker es interrumpido cuando él, Geordi La Forge y Worf se teletransportan a una enorme caverna subterránea de un planeta de clase M para investigar inusuales lecturas. Después de llegar en la caverna inesperadamente se llena con gases tóxicos, y los tres oficiales caen inconscientes. Worf y La Forge son teletransportados sin incidentes pero la Enterprise es incapaz por alguna razón no puede fijar a Riker.
Riker despierta en la enfermería para encontrarse que han pasado dieciséis años. Ahora él es capitán de la Enterprise, Data es el primer oficial, y Picard ha sido promovido a almirante, con Deanna Troi sirviendo como su ayudante. Su amnesia, de acuerdo a la Doctora Crusher, es un efecto colateral de una infección viral que él contrajo durante la misión de exploración 16 años antes — el último evento que él recuerda antes de despertar. Ella le informa que su memoria acerca de los eventos que han sucedido hasta ese momento pueden o no retornar con el tiempo.
Riker también se entera de que estuvo casado, y que ahora es viudo, y que tiene un hijo (Chris Demetral) llamado Jean-Luc (nombrado de acuerdo a Picard). Además es sorprendido cuando Tomalak — un antiguo archienemigo de la Enterprise, ahora un embajador Romulano — se teletransporta hacia la nave para negociar un tratado de paz con la Federación Unida de Planetas.
A medida que los eventos progresan numerosas inconsistencias van surgiendo. El computador de la Enterprise consistentemente se retrasa cuando Riker le consulta acerca de su pasado. Data es incapaz de responder cuando Riker le hace rápidamente varias preguntas computacionales. Y finalmente la fallecida esposas de Riker "Min" se revela como Minuet, el personaje ficticio de la holocubierta del que él se enamora en el episodio 15 "Números binarios" de la primera temporada. Riker se da cuenta de que el entero "futuro" que él ha estado viviendo es una farsa y confronta a Picard y Tomalak en el puente de la Enterprise, donde da más pruebas de que nada es real, Data no puede hacer un cálculo que él debería ser capaz debido a su cerebro positrónico, y también usa contracciones, que Riker sabe perfectamente que él no puede usar.
Repentinamente, el programa se congela y el falso futuro se desvanece, revelando una avanzada holocubierta Romulana. El "embajador" (realmente comandante) Tomalak se revela como el perpetrador de la decepción, siendo el objetivo de esta el engañar a Riker para que entregue la localización de un puesto fronterizo clave de la Federación. Los Romulanos, explica Tomalak, fueron engañados por la intensidad de la memoria de Riker acerca de Minuet y la habían incorporado en su fantasía en el supuesto que ella era real.
Riker es puesto en un área de restricción, donde él se encuentra con el muchacho cuya imagen usaron los Romulanos para crear a su "hijo". El muchacho se identifica como "Ethan". Juntos, se las arreglan para escapar y brevemente eludir a sus guardias romulanos. Sin embargo, cuando los dos se estaban escondiendo de su perseguidores, Ethan inadvertidamente se refiere a Tomalak como "embajador", en vez de "Comandante". Riker se da cuenta de que aún se encuentra en una simulación y confronta a Ethan acerca de eso, él pide que el juego termine inmediatamente y que le sea permitido partir.
Todo desaparece una vez más, dejando solo a Riker y Ethan en la caverna donde la partida de desembarque de la Enterprise había estado explorando. Ethan le confiesa que él ha creado las simulaciones, usando sofisticados escáneres para leer la mente de Riker y crear la "realidad" que él experimentó. El planeta de Ethan había sido atacado y su gente asesinada, su madre lo había escondido en la caverna por su propia seguridad, con todo el equipo de simulación, antes que ella misma muriera; y Ethan, completamente solo, había estado anhelando compañía. Riker se da cuenta de las intenciones pacíficas de Ethan, quién revela su verdadera forma física como un extraterrestre insectoide llamado Barash, y le ofrece refugio en la Enterprise. Barash acepta, y los dos amigos se teletransportan hacia la nave.

## Curiosidades
Barash no vuelve a aparecer más, pero en este episodio dice que es teletransportado a la Enterprise.